# Buon gusto
Buon gusto (Good Taste) è un racconto di fantascienza di Isaac Asimov pubblicato per la prima volta nel 1976, in un'edizione limitata con lo stesso titolo edito dalla Apocalypse Press. Successivamente è stato incluso nell'antologia Il vento è cambiato (The Winds of Change and Other Stories) del 1983.
È stato pubblicato per la prima volta in italiano nel 1978 col titolo Questione di buon gusto.

## Trama
Compiuto il suo 'Grand Tour', che ha compreso una visita alla Terra, Chawker Minor fa ritorno a Gammer, uno dei tanti satelliti artificiali in orbita attorno alla Luna. La società chiusa di Gammer è specializzata in aromi alimentari sintetizzati al computer che sono molto richiesti sulla Terra, fino al punto di evitare i cibi “naturali” che crescono nello “sporco”, e Chawker vuole partecipare all'annuale competizione degli aromi con qualcosa di nuovo e radicalmente diverso da tutto il resto.
Nonostante la disapprovazione della sua famiglia Chawker Minor produce un nuovo aroma col quale vince la competizione. Quando il Gran Maestro, che è in grado di gustare e analizzare gli aromi fino al minimo dettaglio, gli chiede spiegazioni su questa sua creazione lui rivela che non si tratta di una molecola sintetica ma di un ingrediente naturale, l'aglio, spiegando che con nessuna combinazione sintetica di molecole si può ottenere la complessità prodotta da un organismo vivente.
Il Gran Maestro, e con lui la società di Gammer, sono scioccati per questa mancanza di buon gusto, e così Chawker Minor viene disconosciuto da tutti ed esiliato da Gammer.

## Riferimenti ad altre opere di Asimov
Questo racconto contiene riferimenti a tre importanti pubblicazioni dell'opera asimoviana, e si lega alla storia degli Spaziali. La stazione orbitale, il cui nome Gammer è una corruzione della lettera greca Gamma, è una delle cinquantuno Colonie che costituiscono un anello di Cilindri di O'Neill nello spazio intorno alla Terra. Altri dettagli su queste Colonie sono forniti in Nazioni nello spazio (Una favola moderna) (The Nations in Space).
Le cinquantuno Colonie sono indipendenti ma unite, analogamente agli Stati Uniti d'America. Gli Spaziali, cioè gli emergenti abitanti di questi habitat, stanno affrontando grossi cambiamenti tecnologici e nello stile di vita che li caratterizzeranno sempre più, distinguendoli dai Terrestri. Tali cambiamenti sono la dipendenza sempre più stretta dai robot, l'utilizzo di microcibi e un sistema immunitario rinforzato che permetterà loro di allungare notevolmente la vita media.
In seguito le Colonie si impegneranno nell'esplorazione interstellare, sviluppando una crescente avversione per la Terra e i suoi usi e costumi, come viene descritto in Nemesis e nel ciclo dei Robot.
L'alta specializzazione nei microcibi che viene descritta in questa storia diviene poi il sostegno principale degli Spaziali sopravvissuti, quando si stabiliscono su Trantor nel settore di Micogeno (Preludio alla Fondazione).